# Новосёлковская ГЭС
Новосёлковская ГЭС — малая гидроэлектростанция в Гродненской области, расположенная на реке Молчадь.
Мощность 200 кВт. Восстановленная (2002). Работы выполняли РУП «Гродноэнерго» и ООО «Малая энергетика». Оснащение смешанное: старые турбины (1950-х годов) и новые генераторы.